# Azevo
Azevo ist eine Ortschaft und ehemalige Gemeinde im Norden Portugals.

## Verwaltung
Azevo war Sitz einer eigenständigen Gemeinde (Freguesia) im portugiesischen Kreis Pinhel. Im ehemaligen Gemeindegebiet leben 195 Einwohner (Stand 30. Juni 2011).
Im Zuge der administrativen Neuordnung in Portugal 2013 wurde die Gemeinde Azevo am 29. September 2013 aufgelöst und mit der Gemeinde Cidadelhe zur neuen Gemeinde Vale do Côa zusammengeschlossen. Sitz der neuen Gemeinde wurde Azevo.